# Henry F. Ashurst

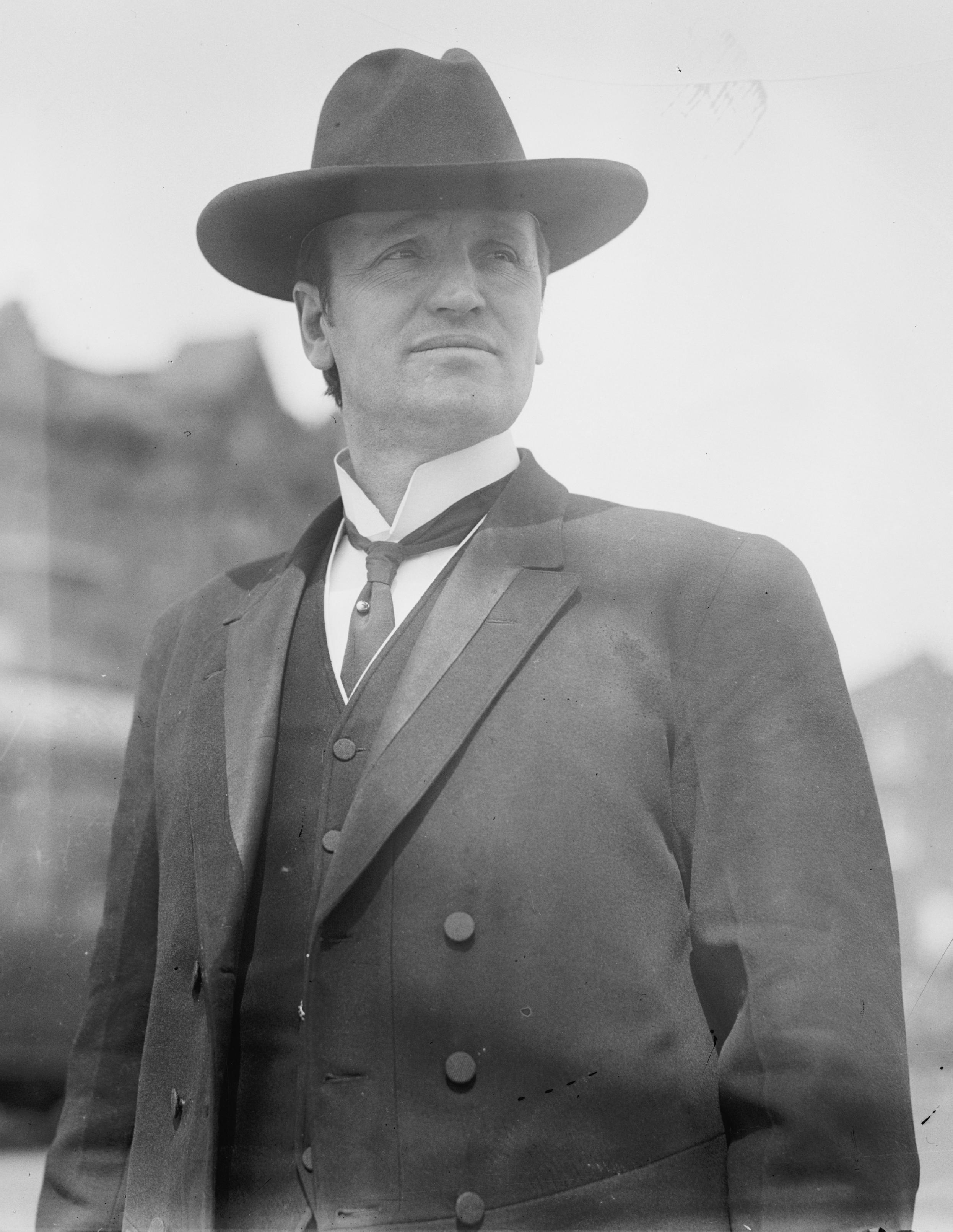
Henry F. Ashurst

Henry Fountain Ashurst (* 13. September 1874 in Winnemucca, Nevada; † 31. Mai 1962 in Washington, D.C.) war ein US-amerikanischer Politiker.
Im Jahr 1875 kam Henry Ashurst mit seinen Eltern nach Flagstaff im späteren Bundesstaat Arizona, wo er die öffentlichen Schulen besuchte. Später ging er nach Kalifornien, wo er im Jahr 1896 das Stockton Business College absolvierte. Danach studierte er an der University of Michigan in Ann Arbor Jura. Nach seiner im Jahr 1897 erfolgten Zulassung als Rechtsanwalt begann er in dem Ort Williams (Arizona) in seinem neuen Beruf zu arbeiten. Politisch schloss er sich der Demokratischen Partei an. In den Jahren 1897 und 1899 gehörte er dem territorialen Repräsentantenhaus an, dessen Präsident er im Jahr 1899 war. Im Jahr 1903 wurde er in den territorialen Senat gewählt. Zwischen 1905 und 1908 übte er das Amt des Bezirksstaatsanwalts im Coconino County aus. Seit 1909 lebte er in Prescott, wo er als Rechtsanwalt praktizierte. Nach der Gründung des Bundesstaates Arizona wurde er als Kandidat seiner Partei in den US-Senat gewählt. Nach mehreren Wiederwahlen konnte er dieses Mandat zwischen dem 27. März 1912 und dem 3. Januar 1941 ausüben. Im Jahr 1940 verfehlte er die Nominierung seiner Partei zu einer weiteren Wahl in den Senat. Während seiner langen Zeit als US-Senator gehörte Ashurst verschiedenen Ausschüssen an. So war er zwischenzeitlich Vorsitzender des Ausschusses für Indianerangelegenheiten. Neben weiteren Ausschüssen gehörte er auch noch dem Rechtsausschuss an. 
Nach dem Ende seiner Zeit im Senat gehörte Henry Ashurst vom 8. April 1941 bis zum 28. Februar 1943 dem Board of Immigration Appeals im Justizministerium an.  Danach zog er sich in den Ruhestand zurück. Im Hollywood-Film Sturm über Washington übernahm er kurz vor seinem Tod eine kleine Cameo-Rolle als alter Senator, der in zwei Szenen aus seinem Schlaf erwacht und jedes Mal automatisch „Opposed!“ ruft. Er starb am 31. Mai 1962 in der amerikanischen Bundeshauptstadt Washington DC. 
Ashurst führte von 1910 bis 1937 ein Tagebuch mit Zeichnungen. Dieses wurde von George F. Sparks unter dem Titel A Many Colored Toga herausgebracht.